# 10th Anniversary Best RED
『10th Anniversary Best RED』（テンス・アニバーサリーベスト・レッド）は、Aqua Timezの2枚目のベスト・アルバム。2015年8月24日発売。発売元はEpic Records Japanから発売された。

## 解説
メジャー・デビュー10年目を記念したベスト・アルバム。本作までにリリースされた全てのシングル曲の中から、メンバーがセレクトした「あたたかい、レッドなイメージの曲」を収録した。
同日に『10th Anniversary Best BLUE』が発売された。
オリコンデイリーアルバムランキング8/24付で2位を獲得した。
初回生産限定盤には、「Studio Live "Red Jam"」として、スタジオで収録されたスペシャルライブを収録したDVD付。
team AQUA限定盤には、Disc 2にシングルと同じくレッドなイメージのあるカップリング曲、DVDにAqua Timez Shoes and Stargazing Tour 2014で撮影された等身大のラブソングのミュージック・ビデオが収録されている。

## 収録曲

### CD
1. 等身大のラブソング [4:40]
1stミニアルバム『空いっぱいに奏でる祈り』収録曲。
2. 決意の朝に [5:03]
1stシングル。
3. しおり [4:11]
3rdシングル。
4. 小さな掌 [5:48]
5thシングル。
ベスト・アルバム『The BEST of Aqua Timez』収録バージョン。
5. 虹 [5:39]
6thシングル。
6. 夏のかけら [4:43]
7thシングル。
7. プルメリア 〜花唄〜 [4:57]
10thシングル。
8. 絵はがきの春 [4:55]
11thシングル。
9. つぼみ [5:03]
15thシングル。
10. ヒナユメ [4:20]
6thアルバム『エルフの涙』収録曲。
11. 生きて [5:12]
17thシングル。
12. さくら道 [5:49]
4th配信限定シングル。
13. ねがお [4:46]
5th配信限定シングル。
14. because you are you [4:21]
5thアルバム『because you are you』収録曲。
15. ゴールドメダル [4:41]
6thアルバム『エルフの涙』収録曲。

### DVD（初回生産限定盤のみ）
Studio Live "Red Jam"
1. さくら道
2. 虹
3. 生きて
4. ねがお

### CD:DISC 2（team AQUA限定盤のみ）
1. 夢風船
3rdシングル「しおり」のカップリング曲。
2. 優しい記憶 〜evalasting II〜
6thシングル「虹」のカップリング曲。
3. ほんとはね
6thシングル「虹」のカップリング曲。
4. 秋になるのに
7thシングル「夏のかけら」のカップリング曲。
5. 奏であい
8thシングル「velonica」のカップリング曲。
6. 薫
8thシングル「velonica」のカップリング曲。
7. Perfect World -blue forest ver.-
10thシングル「プルメリア〜花唄〜」のカップリング曲。
8. 空に近い街
11thシングル「絵はがきの春」のカップリング曲。
9. ポケットの中の宇宙
12thシングル「GRAVITY Ø」のカップリング曲。
10. 風に吹かれて
13thシングル「真夜中のオーケストラ」のカップリング曲。
11. クランベリージャム
16thシングル「エデン」のカップリング曲。
12. The FANtastic Journey
16thシングル「エデン」のカップリング曲。
13. 等身大のラブソング　（2004年自主制作音源）  
Aqua Timezが自主制作を行っていた時の音源を特別収録。

### DVD（team AQUA限定盤のみ）
「等身大のラブソング」Music Video2015
1. TYPE A
2. TYPE B
3. TYPE C
4. TYPE D
5. TYPE E
6. TYPE F

## 演奏
Disc 1 
- Jeff Miyahara：Additional Arrangement (#6)
- トオミヨウ：Arrangement, Programming & Strings Arrangement (#9)
- akkin
  - Arrangement (#10-14)
  - Strings Arrangement (#11)
  - Horn Arrangement (#13)
- 山本拓夫：Strings Arrangement (#2)
- 金原千恵子ストリングス：Strings (#2.9)
- 弦一徹：Strings Arrangement (#4.5.7) 
  - 弦一徹ストリングス：Strings (#4.5.7)
- クラッシャー木村：Strings Arrangement (#8)
  - クラッシャー木村ストリングス：Strings (#8)
- 戒三穂：Chorus (#1.3)
- 朝川朋之：Harp (#4)
- 十亀正司：Clarinet (#4)
- 浦丈彦：Oboe (#4)
- 中野勇介：Trumpet (#13)
- 本間将人：Sax (#13)
- 鹿討奏：Trombone (#13)
- Jamil：Guest Vocal (#14)